# Trylogia Silos
Trylogia Silos – seria postapokaliptycznych powieści amerykańskiego pisarza Hugh Howeya. Została rozpoczęta w 2011, gdy autor wydał opowiadanie WOOL, które zostało następnie zintegrowane z kolejnymi czterema nowelami i opublikowane jako powieść. Autor wydał książki w metodzie self-publishingowej za pośrednictwem Kindle Direct Publishing. W Polsce książki ukazały się nakładem wydawnictwa Papierowy Księżyc w tłumaczeniu Marcina Kiszela. W 2018 ogłoszono, że na podstawie powieści ma powstać serial. W 2023 pierwszy sezon serialu Silos pojawił się na platformie Apple TV+.

## Książki w serii
| Numer w serii | Polski tytuł | Oryginalny tytuł | Oryginalny nr ISBN | Polski nr ISBN         | Data oryginalnego wydania | Komentarz                                       |
| ------------- | ------------ | ---------------- | ------------------ | ---------------------- | ------------------------- | ----------------------------------------------- |
| 1             | Silos        | Wool             | ISBN 1-4699-8420-2 | ISBN 978-83-61386-41-4 | 25 stycznia 2012          | Wydanie zbiorowe, zawierające wszystkie nowelki |
| 2             | Zmiana       | Shift            | ISBN 0-544-83964-1 | ISBN 978-83-61386-56-8 | 28 stycznia 2013          |                                                 |
| 3             | Pył          | Dust             | ISBN 1-4909-0438-7 | ISBN 978-83-61386-67-4 | 17 sierpnia 2013          |                                                 |

## Świat przedstawiony
Historia powieści rozgrywa się na postapokaliptycznej Ziemi. Ludzkość przetrwała w Silosie: podziemnym mieście, które rozciąga się na sto czterdzieści cztery piętra pod powierzchnią.  Seria zawiera elementy dystopii, przez przedstawienie świata rządzonego w sposób totalitarny.

## Fabuła

### Silos
Holston jest szeryfem w znajdującym się pod ziemią Silosie. Jego żona kilka lat wcześniej została usunięta z miasta będącego prawdopodobnie ostatnią ostoją ludzkości, ponieważ poznawszy historię stojącą za ich światem (o której nie informuje swojego męża) postanowiła opuścić to miejsce. Sama taka myśl może zaś skutkować karą tzw. czyszczenia, w trakcie którego człowiek zostaje wypuszczony poza bezpieczny Silos, gdzie ma za zadanie zająć się zabrudzonym sprzętem, który daje mieszkańcom wgląd w to, co dzieje się na zewnątrz. Holston, po trzech latach, również podąża w jej ślady, mając zamiar uciec na okoliczne wzgórze, na którym miał się wraz z nią spotkać. W trakcie drogi jednak zaczyna brakować mu tlenu: okazało się, że miał go tylko tyle, aby zdążyć wyczyścić sprzęt należący do Silosu.
Wkrótce później burmistrz Jahns oraz zastępca Holstona, Marnes, wyruszają, aby spotkać się z kandydatką na miejsce dawnego szeryfa. Jules pracuje na jednym z niższych poziomów, w maszynowni. Zmierzając w jej stronę, burmistrz i zastępca szeryfa, postanawiają odwiedzić ojca kobiety, aby dowiedzieć się, czy ta faktycznie nadaje się na to stanowisko. Jahns jest też zainteresowana powodem, dla którego ojciec nie widział swojej jedynej córki od dwudziestu lat. Ten zaś opowiada tragiczną historię o tym, jak jego młodszy syn urodził się jako wcześniak i zmarł wkrótce przez źle działający sprzęt. Matka Jules tydzień później popełniła samobójstwo. 
Ruszając w dalszą drogę, burmistrz postanawia odwiedzić dział IT. Tam okazuje się, że jedna z osób zarządzających stacją nie popiera wyboru Jules na stanowisko szeryfa, za to poinformowała już innego kandydata o jego wyborze. Jahns jest niezadowolona z takiego obrotu spraw i nakazuje, aby mężczyznę natychmiast odwołać, sama zaś zmierza na niższe piętra Silosu. Gdy dociera już wraz z Marnesem do maszynowni poznaje Jules, która okazuje się niezwykle upartą, ale i pomysłową kobietą, która nie ma zamiaru przyjąć oferowanego przez burmistrz stanowiska. Po namowach zgadza się jednak aby objąć je po tygodniu, gdy naprawi część z generatorów.
W drodze powrotnej Jahns ponownie odwiedza dział IT, aby zdobyć podpis odpowiedniej osoby, który zatwierdziłby stanowisko Jules. Spotyka się jednak z odmową. Po uzupełnieniu zapasów wody rusza w dalszą drogę ku górze, ponownie mając zamiar zrobić przerwę i odpocząć na piętrze ojca Jules. Gdy tam docierają, Jahns zaczyna się źle czuć. Prędko okazuje się, że wypiła zatrutą wodę, którą Marens dostał na piętrze informatyków. 
Jules przejmuje stanowisko szeryfa tuż po śmierci Jahns. Próbując odnaleźć się w nowej funkcji poznaje Lukasa: mężczyznę hobbystycznie zajmującym się tworzeniem mapy nieba. Wkrótce po spotkaniu z nim Marens, załamany śmiercią burmistrzyni, nie pojawia się w pracy. Gdy Jules zaczyna go szukać, okazuje się, że mężczyzna popełnił samobójstwo wieszając się w swoim własnym lokum.  